# Until the Whole World Hears
Until the Whole World Hears è il quarto album in studio del gruppo musicale statunitense Casting Crowns, pubblicato nel 2009.

## Tracce
1. Until the Whole World Hears – 5:03
2. If We've Ever Needed You – 3:39
3. Always Enough – 4:56
4. Joyful, Joyful – 4:28
5. At Your Feet – 4:36
6. Glorious Day (Living He Loved Me) – 4:41
7. Holy One – 3:18
8. To Know You – 4:26
9. Mercy – 4:56
10. Jesus, Hold Me Now – 4:15
11. Blessed Redeemer – 4:13
12. Shadow of Your Wings – 2:31

## Formazione
- Hector Cervantes – chitarra
- Juan DeVevo – chitarre
- Melodee DeVevo – violino, cori
- Megan Garrett – piano, tastiere, cori
- Mark Hall – voce
- Chris Huffman – basso
- Andy Williams – batteria